# Medal of Honor: Allied Assault
Medal of Honor: Allied Assault je v pořadí třetí hrou ze série akčních videoher Medal of Honor. Hra byla vyvinuta společností 2015, Inc. a vydala ji společnost Electronic Arts 22. ledna 2002. Titul je založen na modifikovaném herním enginu hry Quake III Arena. Hra byla prvním titulem ze série vydanou pro osobní počítače a jediným titulem, který byl portován také na platformu Linux. Později byly vydány dva přídavky, Spearhead a Breakthrough.
Příběh hry byl zasazen do období druhé světové války zachytávající boj pěchoty na bojištích v Severní Africe a Evropě, ve kterých hráč představuje poručíka Mikeho Powella.